# Chrysobothris javae
Chrysobothris javae es una especie de escarabajo del género Chrysobothris, familia Buprestidae. Fue descrita científicamente por Obenberger en 1932.